# Andania
Andania ou Andanie était une ville de Messénie, en Grèce.

## Description
Située près de Messène, elle fut dans l'Antiquité la résidence des rois Lélèges de Messénie. On y célébra pendant un temps les mystères des grandes déesses (Déméter et Perséphone). 
C'était la patrie d'Aristomène.
La localisation du site antique a été longtemps hypothétique, on considère actuellement qu'il s'agit du village de Polichni, appartenant au district municipal de Meligalás dans l'actuel (2010) dème d'Œchalie.
Le nom a été repris par deux circonscriptions administratives modernes (et dont les territoires respectifs n'abritent pas le site supposé de la ville antique) appartenant depuis 2010 au dème d'Œchalie :
- le district municipal d'Andania, dont le siège est le village de Diavolitsi ;
- le village d'Andania (appelé Sangani jusqu'en 1919[3]), appartenant au district municipal d'Ichalia.

## Source
- Marie-Nicolas Bouillet  et Alexis Chassang (dir.), « Andania » dans Dictionnaire universel d’histoire et de géographie, 1878 (lire sur Wikisource)